# Rhizotrogini
Rhizotrogini — триба пластинчастовусих жуків підродини хрущі. Різними авторами вважається як трибою, так і підродиною в рамках родини пластинчастовусі, так і підтрибою триби Melolonthini. Група налічує понад 1400 видів, що поширені в Голарктиці, Індомалаї та Неотропіці, у Австралії відсутні; за іншими даними триба налічує 1770 видів, об'єднаних у понад 75 родів.

## Опис
Середнього розміру жуки. Булава антен в обох статей 3-членикова. Кігтики у самців нерозщеплені, кожен з зубцем, обидва майже однакові. Гомілки передніх ніг з 2 чи 3 зубцями. Стерніти черевця без білих плям на боках.

## Таксономія
До складу триби входять такі роди:
- Aethiatrogus
- Heptophylla
- Phyllophaga
- Trichesthes
- Triodonyx
- Підтриба Rhizotrogina — західне Середземномор'я, близько 200 видів[4]
  - Amadotrogus
  - Amphimallon
  - Firminus
  - Geotrogus
  - Monotropus
  - Rhizotrogus
  - Tosevskiana Pavićević, 1985